# Poillé-sur-Vègre
Poillé-sur-Vègre és un municipi francès situat al departament del Sarthe i a la regió de País del Loira. L'any 2007 tenia 660 habitants.

## Demografia

### Població
El 2007 la població de fet de Poillé-sur-Vègre era de 660 persones. Hi havia 246 famílies de les quals 56 eren unipersonals (24 homes vivint sols i 32 dones vivint soles), 73 parelles sense fills, 101 parelles amb fills i 16 famílies monoparentals amb fills.
La població ha evolucionat segons el següent gràfic:
Habitants censats

### Habitatges
El 2007 hi havia 293 habitatges, 249 eren l'habitatge principal de la família, 21 eren segones residències i 23 estaven desocupats. 286 eren cases i 7 eren apartaments. Dels 249 habitatges principals, 196 estaven ocupats pels seus propietaris, 50 estaven llogats i ocupats pels llogaters i 3 estaven cedits a títol gratuït; 9 tenien dues cambres, 31 en tenien tres, 67 en tenien quatre i 142 en tenien cinc o més. 174 habitatges disposaven pel capbaix d'una plaça de pàrquing. A 88 habitatges hi havia un automòbil i a 146 n'hi havia dos o més.

### Piràmide de població
La piràmide de població per edats i sexe el 2009 era:
| Homes | Edats   | Dones |
| ----- | ------- | ----- |
| 0     | 95 o +  | 0     |
| 0     | 90 a 94 | 0     |
| 4     | 85 a 89 | 0     |
| 0     | 80 a 84 | 4     |
| 12    | 75 a 79 | 20    |
| 36    | 70 a 74 | 16    |
| 8     | 65 a 69 | 8     |
| 4     | 60 a 64 | 8     |
| 20    | 55 a 59 | 12    |
| 12    | 50 a 54 | 12    |
| 12    | 45 a 49 | 16    |
| 16    | 40 a 44 | 16    |
| 28    | 35 a 39 | 28    |
| 28    | 30 a 34 | 20    |
| 12    | 25 a 29 | 12    |
| 24    | 20 a 24 | 16    |
| 16    | 15 a 19 | 20    |
| 20    | 10 a 14 | 16    |
| 28    | 5 a 9   | 12    |
| 12    | 0 a 4   | 24    |

## Economia
El 2007 la població en edat de treballar era de 405 persones, 329 eren actives i 76 eren inactives. De les 329 persones actives 309 estaven ocupades (161 homes i 148 dones) i 20 estaven aturades (12 homes i 8 dones). De les 76 persones inactives 27 estaven jubilades, 28 estaven estudiant i 21 estaven classificades com a «altres inactius».

### Ingressos
El 2009 a Poillé-sur-Vègre hi havia 242 unitats fiscals que integraven 653,5 persones, la mediana anual d'ingressos fiscals per persona era de 16.627 €.

### Activitats econòmiques
Dels 15 establiments que hi havia el 2007, 1 era d'una empresa extractiva, 1 d'una empresa alimentària, 2 d'empreses de construcció, 2 d'empreses de comerç i reparació d'automòbils, 2 d'empreses de transport, 1 d'una empresa d'hostatgeria i restauració, 1 d'una empresa immobiliària, 3 d'empreses de serveis, 1 d'una entitat de l'administració pública i 1 d'una empresa classificada com a «altres activitats de serveis».
Dels 4 establiments de servei als particulars que hi havia el 2009, 1 era un taller de reparació d'automòbils i de material agrícola, 1 guixaire pintor, 1 fusteria i 1 perruqueria.
L'únic establiment comercial que hi havia el 2009 era una fleca.
L'any 2000 a Poillé-sur-Vègre hi havia 19 explotacions agrícoles.

## Equipaments sanitaris i escolars
El 2009 hi havia una escola elemental integrada dins d'un grup escolar amb les comunes properes formant una escola dispersa.

## Poblacions més properes
El següent diagrama mostra les poblacions més properes.